# Санааг

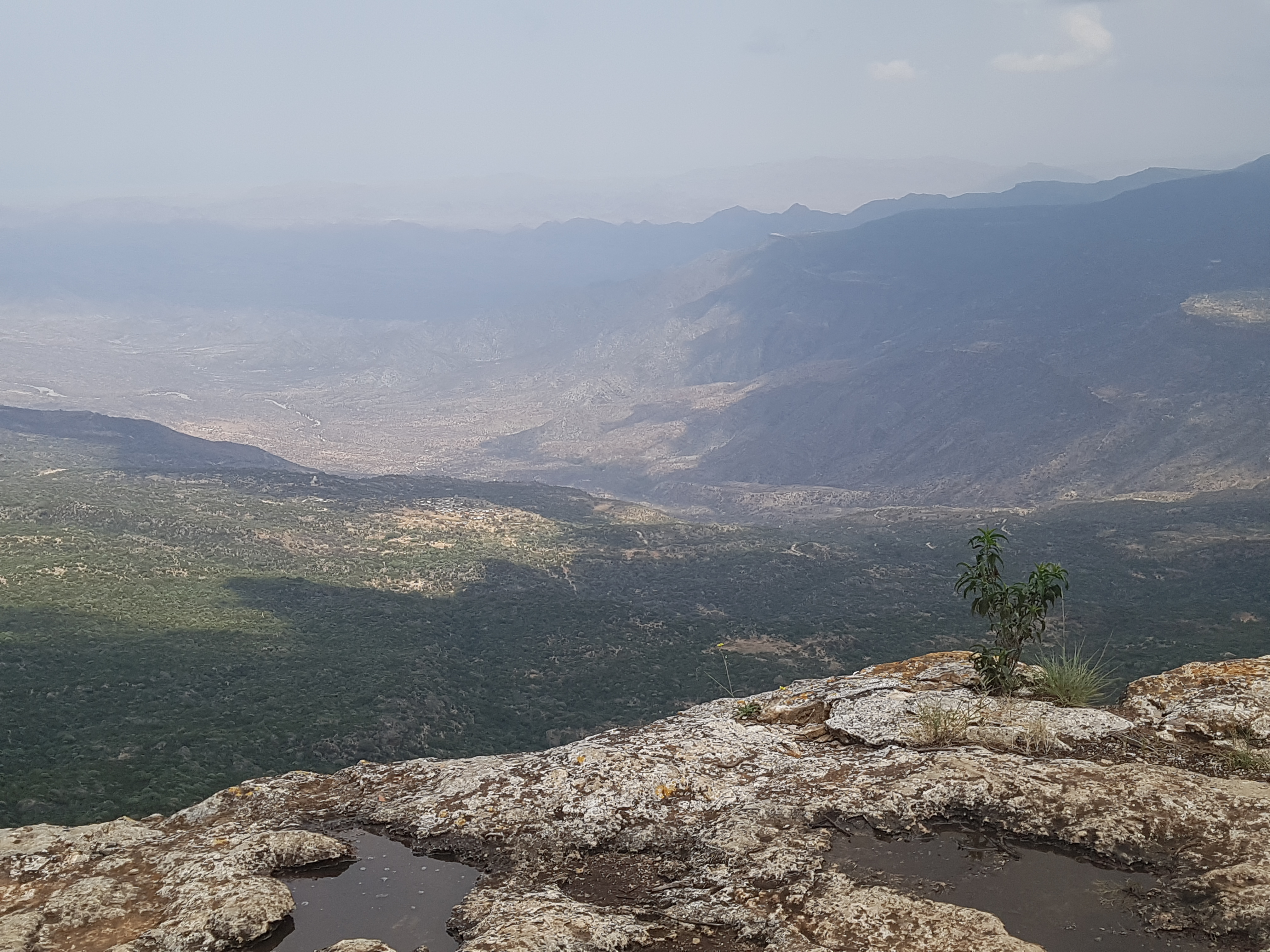
Санааг

Санааг — провінція в північному Сомалі. Її центр — місто Еригабо.
Санааг має довгу берегову лінію, що виходить на Аденську затоку. На півдні Санааг межує з іншого сомалійської провінцією Сул. Як єдине ціле провінція давно вже не існує. У даний час межі регіону відрізняються для адміністративного поділу держав, які контролюють частини колишнього Санаага: за адміністративним поділом Сомаліленду зі складу Санаага виведена західна частина, за адміністративним поділом Пунтленду від регіону відділена східна половина — Маахір. Центральна частина регіону контролюється Сул-Санааг-Айном.

## Населення
Населення провінції складає приблизно з 531 145 осіб за оцінкою на 2007 рік.

## Економіка
Велика частина населення провінції зайнята у тваринництві, і лише обмежене число жителів займається фермерством, рибальством, виробництвом пахощів і комерційною активністю.

## Округу
Відповідно до старої довоєнної адміністративної системи Сомалійської республіки, Санааг був розділений на 5 округів:
- Бадхан
- Сил-Афвайн
- Еригабо
- Дахар
- Ласкорай

Відповідно до сучасного адміністративно-територіального поділу SSC Санааг ділиться на 12 округів:
- Округ Бадхан  (Badhan)
- Округ Бураан  (Buraan)
- Округ Дахар  (Dharar)
- Округ Ласкорай  (Laasqorey)
- Округ Міндигал  (Mindigale)
- Округ Фіки-Фуліє  (Fiqi Fuliye)
- Округ Хабар-Широ  (Xabar Shiiro)
- Округ Хабаш-Уакл  (Xabasha Wacle)
- Округ Хадафтімо  (Hadaaftimo)
- Округ Хінгалол  (Xingalool)
- Округ Ель-Бух  (Ceelbuh)
- Округ Еригабо  (Ceerigaabo)